# Kovjoki
Kovjoki är en by belägen i Nykarleby kommun i Österbotten, Finland. Tidigare kallades byn Strömforsen vilket troligen kommer från ån som flyter genom byn. Kovjoki ligger vid kommungränsen till Pedersöre kommun. Byn delas i två delar, öst och väst, med Riksväg 8 som gräns. Kovjoki har ca 300 invånare varav ungefär 95 % har svenska och 5 % har finska som modersmål.
I Kovjoki finns Nykarleby Jernväg, en smalspårig museijärnväg som går längs den gamla banvallen mot Nykarleby centrum, 9 km bort. Den 1 maj 1987 slogs den första handsmidda rälsspiken av bybor som samlats för att återuppväcka den gamla smalspåriga järnvägen. 
Poeten Joel Rundt kommer ursprungligen från Kovjoki och hans stuga finns kvar mittemot Kovjoki-Markby skola, ca 500 m från riksväg 8.